# Ceratopogon albitarsis
Ceratopogon albitarsis är en tvåvingeart som beskrevs av Tokunaga 1940. Ceratopogon albitarsis ingår i släktet Ceratopogon och familjen svidknott. Inga underarter finns listade i Catalogue of Life.